# Yelena Matiyevskaya
Yelena Gennadyevna Matiyevskaya (russe : Елена Геннадьевна Матиевская), née le 8 mars 1961 à Minsk (RSS de Biélorussie), est une ancienne rameuse soviétique. Elle est médaillée d'argent aux Jeux de 1980.

## Carrière
Membre de l'équipe soviétique lors des Jeux olympiques d'été de 1980, elle remporte une médaille d'argent en quatre de couple.

## Palmarès
- Jeux olympiques d'été de 1980 à Moscou ( Union soviétique) :
  -  médaille d'argent en quatre de couple

### Championnats du monde
- Championnats du monde 1985 à Hazewinkel ( Belgique) :
  -  médaille d'argent en quatre de couple
- Championnats du monde 1983 à Duisbourg ( Allemagne) :
  -  médaille d'argent en deux de couple
- Championnats du monde 1982 à Lucerne ( Suisse) :
  -  médaille d'or en deux de couple